# Serdar Apaydın
Serdar Apaydın (1966.) je bivši turski košarkaš i državni reprezentativac, danas košarkaški trener. Igrao je na mjestu beka. Visine je 192 cm. Igrao je u Euroligi sezone 1998./99. za turski Fenerbahçe Ülker iz Istanbula.